# Luna E–6–2
A Luna E–6–2 jelzésű szovjet űrszonda, a Luna-program, a Hold-program részeként készült.

## Küldetés
Tervezett feladat a Hold megközelítése, felületének fényképezése, a kozmikus sugárzás, a napszél, a mikrometeoritok, az interplanetáris anyag és a Hold mágneses terének vizsgálata.

## Jellemzői
Építette az OKB–1 (oroszul: Особое конструкторское бюро №1, ОКБ-1).
Az 1963. február 3-án a Bajkonuri űrrepülőtér indítóállomásról egy Molnyija hordozórakéta típusú hordozórakétával tervezték Föld körüli parkolópályára állítani. Indítás után 295 másodperccel a rakétával megszűnt a kapcsolat, ezért önmegsemmisítő parancsot kapott.

## Külső hivatkozások
- Luna E–6–2. zarya.info. [2012. december 26-i dátummal az eredetiből archiválva]. (Hozzáférés: 2013. január 11.)
- Luna E–6–2. zarya.info. [2013. október 13-i dátummal az eredetiből archiválva]. (Hozzáférés: 2013. január 11.)

| Elődje: Luna E–6–1 | Luna-program 1960–1963 | Utódja: Luna–4 |